# Esmaixada

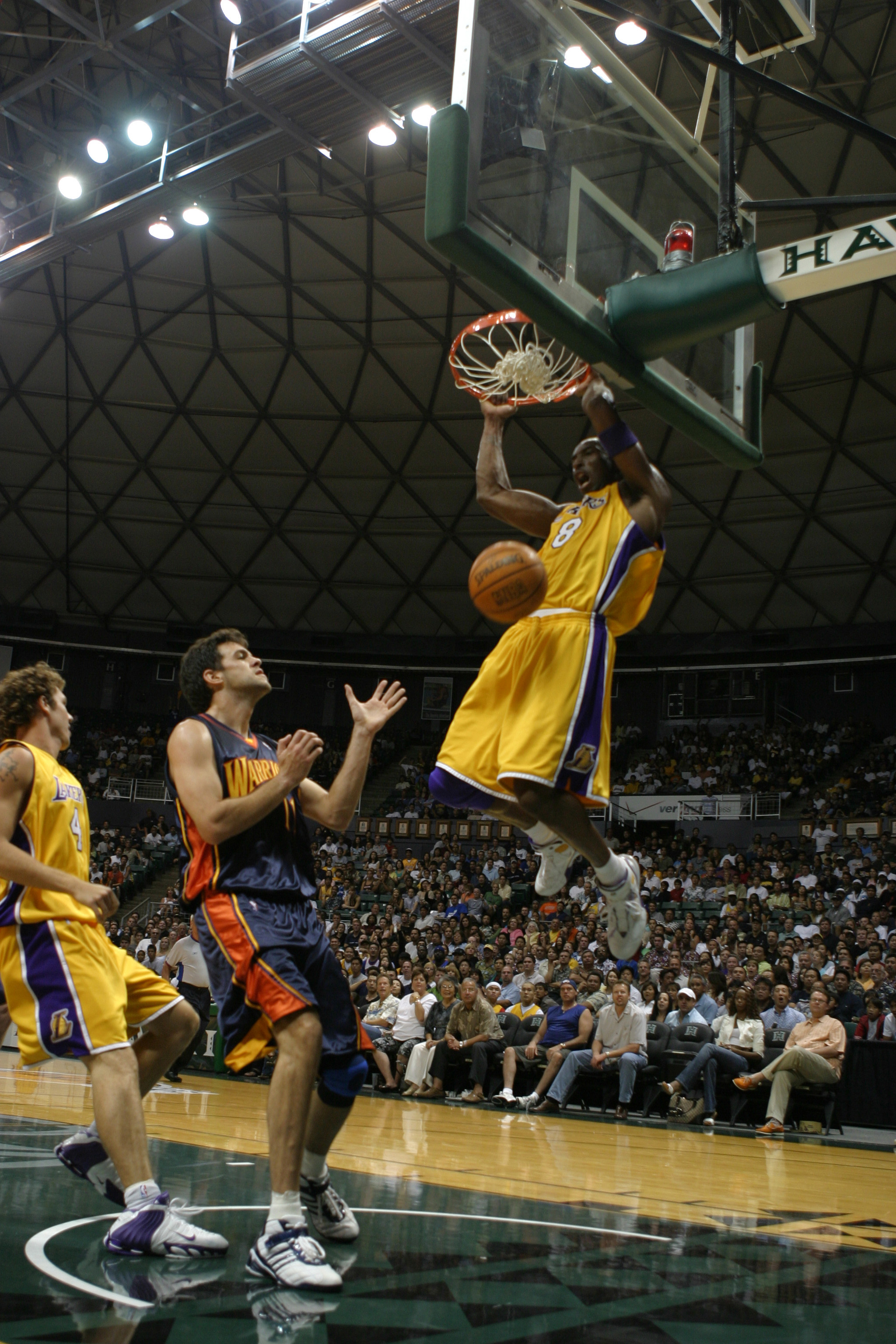
Kobe Bryant

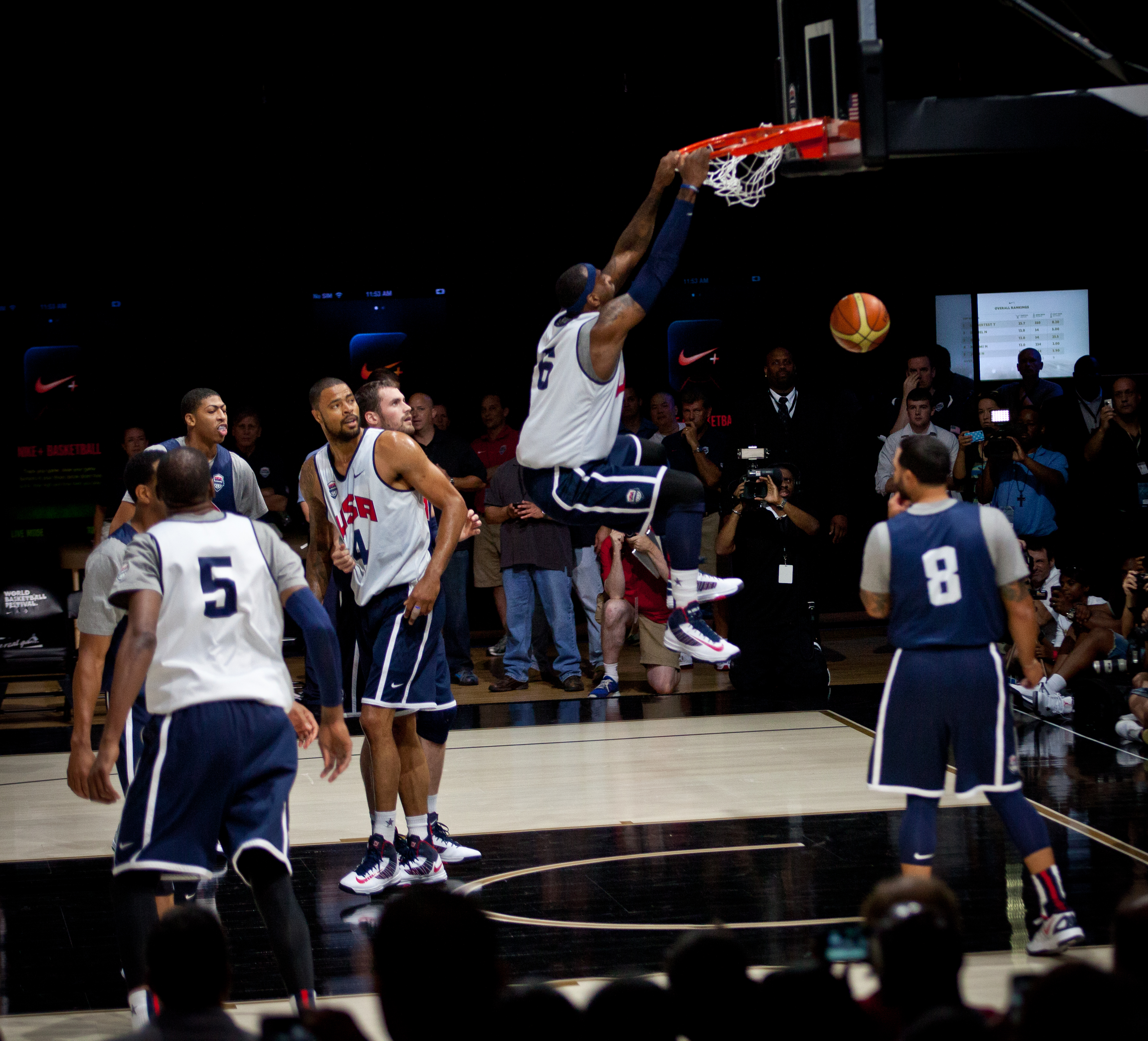
LeBron James 2012

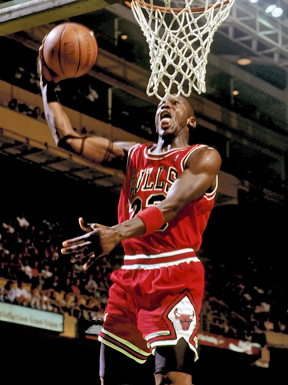
Michael Jordan 1987

En bàsquet, una esmaixada és una jugada en què un jugador salta i fica la pilota dins la cistella amb una o dues mans tocant el cèrcol o penjant-s'hi. Aquesta acció val 2 punts, com totes les cistelles efectuades des de dins de la línia de triple.
L'esmaixada és una acció espectacular pel públic, ja que, a part del seu component estètic, és difícil de realitzar perquè es necessita molta capacitat de salt (i alçada, normalment). A part, també ho és perquè per fer-lo s'han d'haver superat tots els defenses (fer-ho davant d'algú és summament difícil).
L'esmaixada té el percentatge més alt d'encert de tots els tirs del bàsquet, ja que és pràcticament impossible de fallar: la distància de tir és quasi zero, i si es falla és generalment per falta de coordinació, o bé per rebre un tap.
No obstant aquesta jugada pot tenir les seves conseqüències, ja que si un jugador es queda molt de temps penjat de la cistella, els àrbitres poden senyalar una tècnica al jugador que ha realitzat l'esmaixada. S'efectuaran 2 tirs lliures i possessió pel rival.
Michael Wilson, un component dels Harlem Globetrotters i de la Universitat de Memphis, té el rècord mundial d'esmaixada a més altura: l'1 d'abril de 2000 va fer-ne una a un cèrcol situat a 3,60 metres d'alçada.

## Història
L'esmaixada va estar prohibida en la NCAA des de 1967 a 1978, probablement degut al domini aclaparador del llavors universitari Kareem Abdul Jabbar (conegut llavors com a Lew Alcindor): és per això que la regla s'anomenà de forma extraoficial "Regla de Lew Alcindor".

## Concursos d'esmaixades
Un concurs d'esmaixades és un torneig en el qual els participants intenten mostrar les seves diferents maneres d'efectuar esmaixades. El més famós de tots és el que té lloc en el cap de setmana All-star de l'NBA, als Estats Units. El guanyador serà el qui rebi la puntuació més alta per les diferents esmaixades que ha realitzat.